# Giuseppe Vavassori
Giuseppe Vavassori (ur. 29 czerwca 1934 w Rivoli; zm. 21 listopada 1983 w Bolonii) – włoski piłkarz, grający na pozycji bramkarza, trener piłkarski.

## Kariera piłkarska

### Kariera klubowa
Wychowanek Juventusu, w barwach którego w 1953 rozpoczął karierę piłkarską. W 1954 został wypożyczony na rok do Carrarese. W 1961 przeszedł do Catanii. W latach 1966–1972 bronił barw Bologni.

### Kariera reprezentacyjna
24 maja 1961 roku debiutował w narodowej reprezentacji Włoch w meczu przeciwko Anglii (2:3). Łącznie puścił 2 bramki w 1 meczu międzynarodowym.

## Kariera trenerska
W 1975 roku rozpoczął pracę trenerską w Forlì. W sezonie 1978/79 ponownie stał na czele Forlì. Potem w latach 1979-1981 prowadził klub Imola. 
Zmarł przedwcześnie w 1983 roku, mając zaledwie 49 lat, na raka okrężnicy.

## Sukcesy i odznaczenia

### Sukcesy klubowe
Juventus
- mistrz Włoch (3x): 1957/58, 1959/60, 1960/61
- zdobywca Pucharu Włoch (2x): 1958/59, 1959/60

Bologna
- zdobywca Pucharu Włoch: 1969/70
- zdobywca Coppa di Lega Italo-Inglese: 1970